# تسمية القادسية الحديثة

فئة ال25 ديناراً من العملة العراقية المطبوعة في زمن صدام، تظهر فيها خيول معركة القادسية

في معركة القادسية؛ كان الاشتباك الحاسم بين جيش المسلمين العرب والجيش الفارسي الساساني في الفترة الأولى من التوسع الإسلامي الذي نتج عنه فتح المسلمين العرب لبلاد فارس. وفي القرون التي تلت المعركة، أصبحت القادسية راسخة في الذاكرة الجمعية للمسلمين نبراساً للظفر الإسلامي في تاريخه المبكر. قال ياقوت الحموي ”والأشعار في هذا اليوم كثيرة لأنها كانت من أعظم وقائع المسلمين وأكثرها بركة“. ثم في أيام الحروب الصليبية، تذاكرَ المسلمون معركةَ القادسية وتغنّوا بها. كشفت الدراسات الأكاديمية لروايات القادسية وغيرها من المعارك الإسلامية المبكرة عن العديد من الموضوعات التي تشكل مخططاً مفاهيمياً مشتركًا للفتوحات الإسلامية. يبدو أن جيل هذه الطبقات الأدبية قد بدأ على الفور، حيث قام رواة القصص بتزيين سردهم من أجل إنشاء قصة مسلية أو لتمجيد الأسلاف.

## القادسية في العصر الحديث

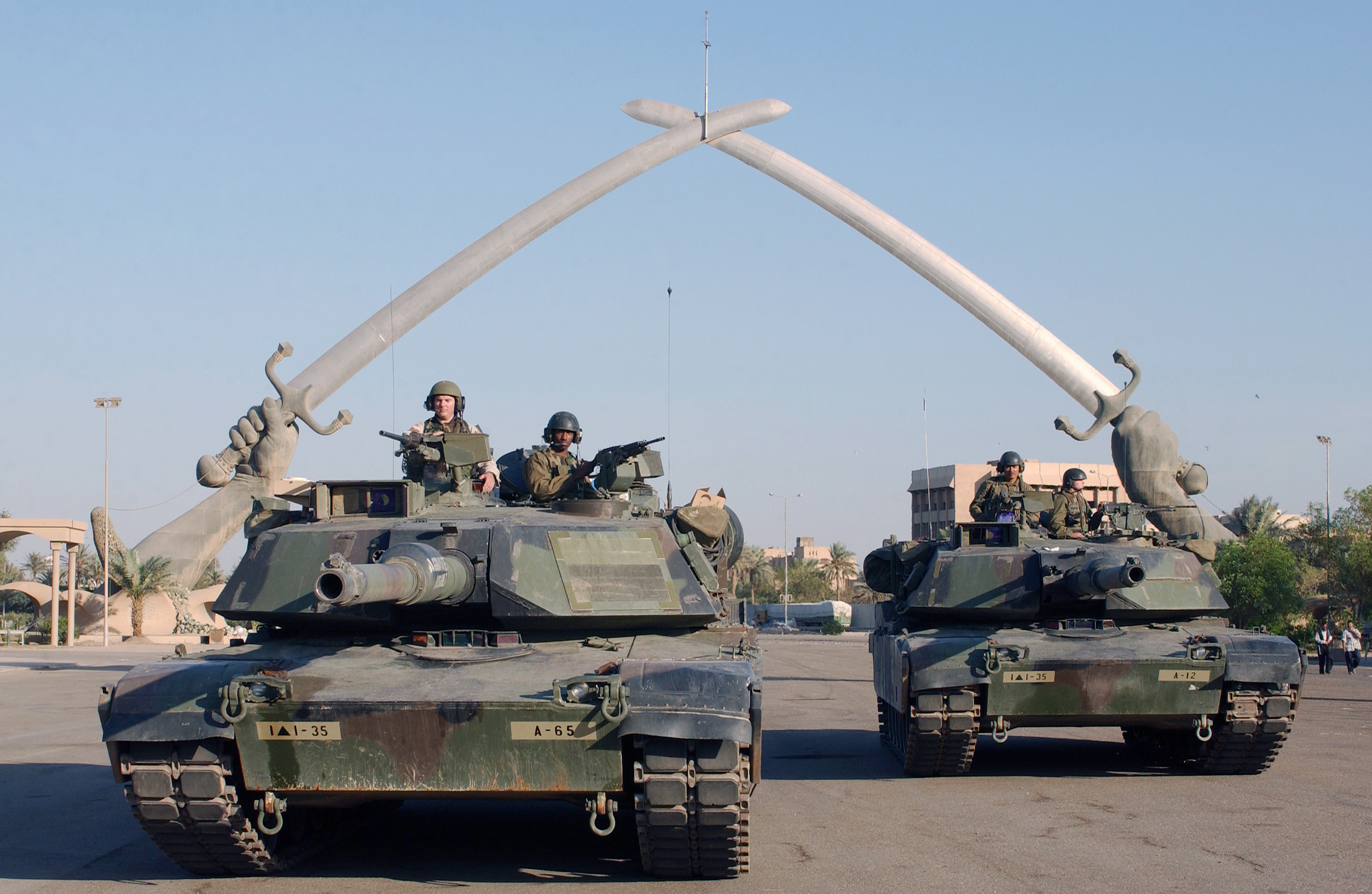
افتتح قوس النصر " في شهر آب سنة 1989

في العصر الحديث، حدثَ إحياءٌ لاسم القادسية، وخاصةً بعد بداية التوتر الذي أدّى إلى الحرب الإيرانية العراقية، إذ بدأ صدام حسين ونظام حزب البعث في العراق بإكثار التذكير بالمعركة التاريخية، سعياً إلى تصوير الصراع المعاصر بكونه نتيجة طبيعية لعداء متأصل عابر للتاريخ بين العرب والفرس، وللتواصل مع المعاني التي تحملها قادسية العرب الأولى وتيمّناً بها. قالت جريدة الدستور الأدرنية يوم 4 آذار سنة 1981 «فاستحقت الحرب المقدسة التي يخضوها العراقيون على الجناح الشرق من الوطن العربي بجدارة اسم قادسية صدام»، وذُكرَ أنه 22 أيلول سنة 1981 [محل شك] سُمّيتْ الحرب «القادسية الثانية أو قادسية صدام» في الخطاب العراقي الرسمي، قيل إنّ الحرب سُمّيتْ أولاً «قادسية العرب الثانية» فوَجدَ أكراد العراق حرجاً في تلك التسمية التي لا ينتسبون إليها، فتغيّرَ الاسم إلى «قادسية صدام»، فأصبح اسم القادسية مضافاً إلى صدام وهو رئيس الدولة التي ينتمي إليها الأكراد، وذلك يجعل مشاركتهم في الحرب منطقية، وعززت الدولة هذا الخطاب ضمن منظومة واعية من التسميات، بتسمية القادسية على مناطق وصحف وكتائب عسكرية وجوائز، وإصدار عملات وطوابع وميداليات تصور المعركة، وبإنتاج فيلم عربي بعنوان القادسية. كما استُعملَ اسم قادسية صدام في المجلات والمنشورات العراقية خارج العراق، كمجلة رسالة بغداد في باريس، ومجلة أور في لندن، ومجلة دجلة في مدريد. قال صدام حسين في 11 أيار سنة 1983 «حرب القادسية الثانية التي أطلق عليها رفاقي في القيادة العامة المسلحة اسم قادسية صدام»، قال ماهر عبد الرشيد قائد الفيلق الثالث في سبب الحرب لأنهم مجوس تأمروا على محمد وقتلوا علياً والحسين ونحن نثأر لأجدادنا.
أحد أشهر الأمثلة لاستعمال اسم القادسية هو قوس النصر، الذي هو نصب تذكاري عراقي شيّده نظام صدام لإحياء ذكرى "انتصاره" في الحرب الإيرانية العراقية. فاز النحّات العراقي خالد الرَحّال بمهمة تصميم وتنفيذ بناء الأقواس التي يتكوّن تصميمها من يدين ضخمتين خارجتين من الأرض، تحمل كل منهما سيفًا طوله 43 مترًا، مشابهاً للسيف المتخيل الذي استعمله أمير معركة القادسية. ترتفع سارية العلم الصغيرة فوق النقطة التي يلتقي فيها السيفان، عند عُلوّ حوالي 40 متراً فوق سطح الأرض. اتخذ النحّات قالب الصور والجبس من ساعِدَي صدام كنموذج لتصميم اليَدين، وحين توفيَ النحّات عام 1986، قبل أن يكتمل النصب، قامَ مقامَهُ زميلُه الفنان محمد غني حكمت وأخذ النحّاتُ محمد طبعةً حقيقيةً لإبهام صدام حسين، وأضيفت البصمة الناتجة إلى قالب إبهام أحد القوسين. وقريب من قوس النصر يقع النصب التذكاري للجندي المجهول، الذي يضم في متحفه سلاح صدام الناري الشخصي مجاوراً للسيف المنسوب إلى سعد بن أبي وقاص أمير معركة القادسية. وفي مقابل قادسية صدام، كانت كربلاء الخميني، إذ اتخذت حكومة الخميني اسم "كربلاء" للتحريض على القتال وتشجيع جنودها بالأناشيد، قال حميد هوشنكي، الذي كان نائبا لكمال خرازي في لجنة الإعلام الحربي إن الأناشيد الدينية التي تمجّد كربلاء "جعلت الجنود أقل خوفاً وأكثر استعداداً للذهاب إلى الحرب، وكانوا يرون أن كربلاء ليست بعيدة، وكانوا مستعدين للشهادة"، وقال "إن الدعاية الحربية ارتكزت أيضا على الوطنية الإيرانية "لكن الإسلام كان الحافز الأقوى. خصوصا أن النظام العراقي لم يدّع يوما أنه نظام إسلامي".
إن حاول البعثيون في العراق إظهار معركة القادسية على أنها قتال قومي فارسي عربي، فقد استذكرت الحكومة الإيرانية إلى حد كبير القادسيةَ احتفالاً بانتصار المسلمين الذين أتوا بالإسلام إلى إيران.
تبيّنَ لباحثين أنّ اختيار صدام لاسم القادسية يكشف القوة العاطفية للتاريخ الديني في العالم العربي. إن استدعاء اسمها يوحي للمتلقي لاشعورياً بالمعنى القديم. وما زال اسم القادسية يُستعمل في العالم العربي اليوم، حيث أطلق الإسلاميون والقوميون العرب اسم القادسية على مراكز تدريب ومحاكم، ومساجد، ويستذكرونها في خُطبهم. بالإضافة إلى ذلك، تتجمّل بكلمة القادسية أسماءُ مدارس ونوادي رياضية وجسور وشركات ومرافق طبية في جميع أرجاء العالم العربي، بل في أوروبا.

## مسميات القادسية

حي القادسية، كان يحتوي على مجمع سكني خاص لكبار المسؤولين في حكومة صدام حسين

- أسبوع قادسية صدام: محفل سنوي ثقافي وإعلامي كان يقام في شهر أيلول منذ سنة 1981 حتى 1987.[23][24]
- القادسية (مدينة تاريخية)
- فلم القادسية: فلم عراقي بالاستعانة بممثلين كبار من مصر وغيرها، قُدّرت تكلفة الفلم ب4 ملايين دينار عراقي، كانت تعادل 15 مليون دولار، فكان الفلم هو الأغلى.
- حي القادسية: أحد أحياء بغداد الراقية، وفي مدينة الموصل منطقة اسمها القادسية الثانية.[25]
- ناحية القادسية
- محافظة القادسية: كان اسمها الديوانية، وسُمّيت القادسية سنة 1972 تخليداً لمعركة القادسية بين جيش المسلمين والجيش الفارسي،[26] وأعيدَ اسمها إلى محافظة الديوانية بأغلبية الأحزاب التي يُعتقدُ أنها متأثرة بنظام الحكم الإيراني[27][28]
- بحيرة القادسية
- سد القادسية
- وسام القادسية
- القادسية (الأحساء)

- القادسية (الكويت)
- نادي القادسية (الكويت)
- القادسية (ينبع النخل)
- نادي القادسية (السعودية)
- القادسية (الطفيلة)

نادي القادسية الكويتي، سُميَ القادسية سنة 1960م نسبةً إلى موقع القادسية حيث وقعت المعركة مع الفرس وقُتل هناك قائدهم رستم

- نادي القادسية الأردني (الآن نادي شباب الأردن)
- نادي القادسية الإماراتي (الآن نادي الإمارات)
- ساحة سعد بن أبي وقاص: سُمّيت بعد ابتداء الحرب العراقية الإيرانية، واسمها استذكار لسعد بن أبي وقاص.

## فهرس الكتب
- الحرب الإعلامية: قادسية صدام وكربلاء الخميني.
- برعام، أماتزية. الثقافة والتاريخ والأيديولوجيا في تشكيل العراق البعثي، 1968-1969 . مدينة نيويورك: مطبعة سانت مارتن، 1991.
- بنجيو، عوفرا. كلمة صدام: الخطاب السياسي في العراق . أكسفورد: مطبعة جامعة أكسفورد، 1998.
- دونر ، فريد. الفتوحات الإسلامية المبكرة . برينستون: مطبعة جامعة برينستون، 1981.
- مكية ، كنعان. النصب: فن وابتذال ومسؤولية في العراق . بيركلي: مطبعة جامعة كاليفورنيا، 1991.
- ليفينتال، دي غيرشون. " معركة القادسية والخطاب الشرق أوسطي الحديث ". DGLnotes.com . 21 نوفمبر 2005.
- ليفينتال، دي غيرشون. القادسية آنذاك والآن: دراسة حالة للتاريخ والذاكرة والدين والقومية في الخطاب الشرق أوسطي ، أطروحة دكتوراه. خدمات أطروحة UMI ، 2011.
- ليفينتال، دي غيرشون. «قادسية صدام: الدين والتاريخ في خدمة أيديولوجيا الدولة في العراق البعثي». دراسات الشرق الأوسط 50.6 (نوفمبر 2014): 891-910.
- نوث، ألبريشت (بالتعاون مع لورانس كونراد). التراث التاريخي العربي المبكر: دراسة نقدية للمصدر . ترجمه من الألمانية مايكل بونر. دراسات في أواخر العصور القديمة وأوائل الإسلام 3. الطبعة الثانية. برينستون: داروين برس، 1994.
- رضا محمد. القادسية: مرحلة جديدة في السينما العربية. أور 3 (1981): 40-43.
- فاجليري ، لورا فيكيا. «القادسية». في موسوعة الإسلام . الطبعة الثانية. ليدن: بريل للنشر، 1960-2005. (ص. IV 384-387)

## وصلات خارجية
- محطات في مسار التحشيد الديني العراقي ضد إيران مع الدكتور بشار عواد.